# Léon-Benoît-Charles Thomas
Léon-Benoît-Charles Thomas (ur. 29 maja 1826 w Paray-le-Monial, zm. 9 marca 1894 w Rouen) – francuski duchowny katolicki, kardynał, arcybiskup Rouen.

## Życiorys
Święcenia kapłańskie przyjął 21 grudnia 1850 w Paryżu. 27 marca 1867 został wybrany biskupem La Rochelle-Saintes. 15 maja 1867 w Autun przyjął sakrę z rąk arcybiskupa Jeana-Baptiste'a-Anne Landriota (współkonsekratorami byli biskupi Frédéric de Marguerye i Jean Devocoux). Uczestniczył w obradach soboru watykańskiego I. 24 marca 1884 przeszedł na stolicę metropolitalną Rouen, na której pozostał już do śmierci. 16 stycznia 1893 Leon XIII wyniósł go do godności kardynalskiej z tytułem prezbitera Santa Maria Nuova.